# Путивльский кремль
Путивльский кремль (укр. Путивльська фортеця) — центральная укреплённая часть Путивля Сумской области Украины. Детинец располагался над рекой Сейм, на месте нынешнего парка в урочище Городок.

## История
В 1146 году Путивль оказался в центре борьбы между княжескими родами Давыдовичей и Ольговичей (потомками внуков Ярослава Мудрого — Давыда и Олега). Получив гарантии неприкосновенности своего имущества, «путивлечи» открыли ворота осаждённого города Давыдовичам. Тогда победители разграбили двор князя Святослава Ольговича с Вознесенской церковью.
В древнерусском Путивле проживало многочисленное население (одной только княжеской челяди насчитывалось 700 человек), а сам город был обнесён мощными укреплениями. Археологические изыскания позволяют уточнить летописные сведения: площадь путивльского детинца составляла 2,25 гектаров, тогда как общая площадь города достигала 200 гектаров. Жители Путивля занимались земледелием (выращивали рожь, ячмень, просо, овёс и т. д.), скотоводством, пчеловодством, охотой и рыболовством. Среди горожан были распространены и ремесленные занятия, в частности, изготовление керамической посуды, кожевенное производство, обработка дерева и кости, прядение и ткачество.
В 1149 году Путивль был возвращён Святославу Ольговичу. Со второй половины XII века он стал стольным городом одной из линий черниговских Ольговичей. Укрепления Путивля упоминаются в «Слове о полку Игореве», повествующем о плаче Ефросиньи Ярославны на «забороле» крепостной стены. После разгрома войск Игоря Святославича в 1185 году в Северскую землю вторглись половцы. Подойдя к Путивлю, они сожгли посад города. Об участии путивльской дружины в битве на Калке в 1223 году сообщает Ипатьевская летопись. Судьба этого города во время нашествия орд Батыя в летописях не отражена, однако археологические находки свидетельствуют о его разорении.

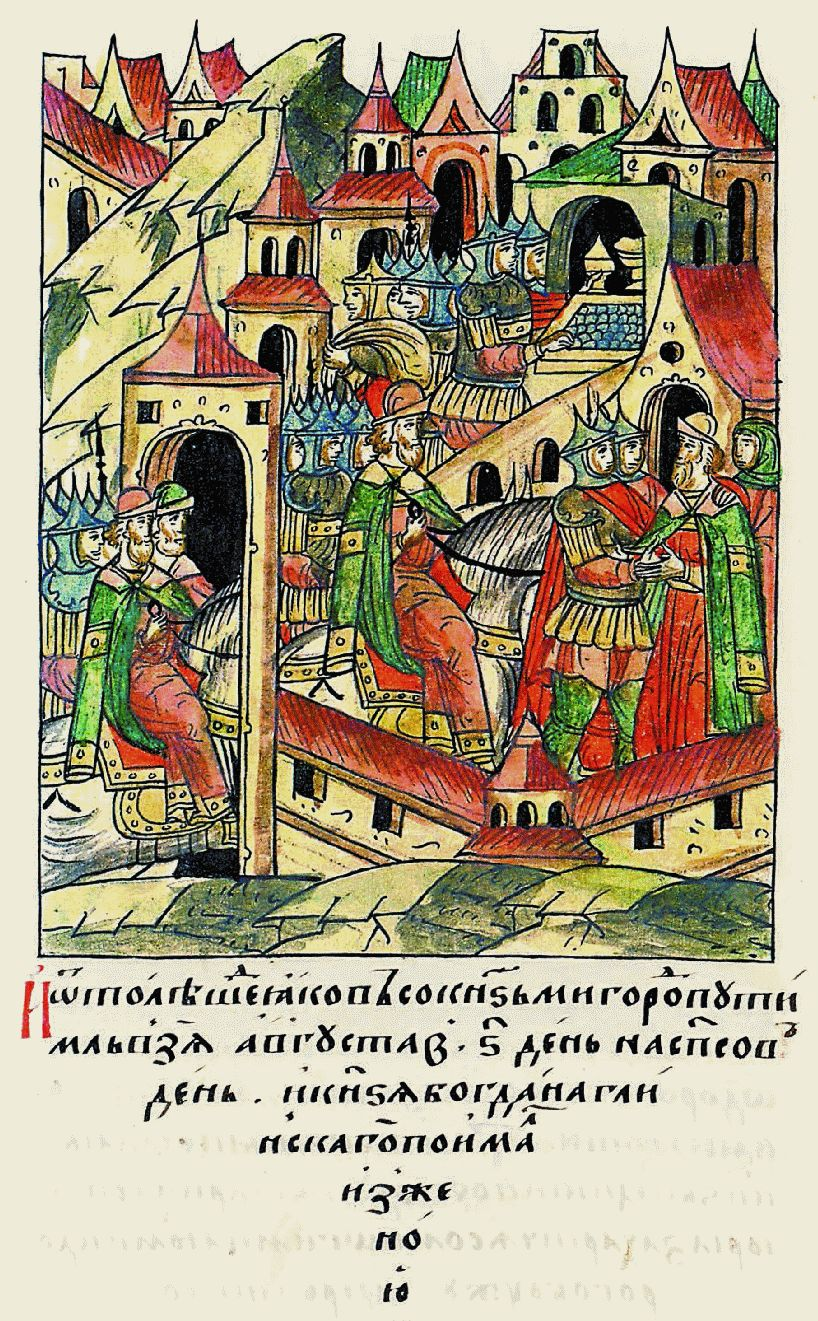
Взятие Путивля московским войском в 1500 году. Лицевой летописный свод

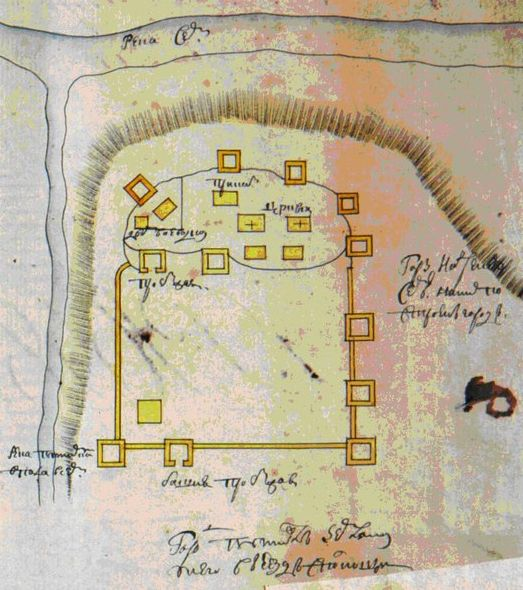
План Путивльского кремля начала XVIII века

В 60-х годах XIV века литовский князь Ольгерд присоединил Путивль к своим владениям. В XV веке город стал важным пунктом на торговом пути из Крыма в Москву. В ходе войны 1500—1503 годов Путивль был захвачен войсками Русского государства во главе с Яковом Захарьиным. По поручению великого князя литовского Александра ордынскому хану Шейх-Ахмеду сообщили, что «непрыятеля люди многии прышодшы, замокъ его м(и)л(о)сти Путивль сожьгли и наместьника его м(и)л(о)сти, и люди головами звели». Московский государь Иван III отказался от совместного с крымским ханом Менгли-Гиреем похода на Киев, объясняя это невозможностью прокормить армию: «наша рать все лето была в Литовской земле по тем местом, куда идти к Киеву: ино тут корму нет, вытравлено и выграблено». Путивльский наместник Богдан Глинский впоследствии умер в московском плену.
Городу выпала роль одной из главных пограничных крепостей на юго-западе России. В 1579 году Путивльский кремль был сожжён отрядом князя Михаила Вишневецкого, но в 1585 году его восстановили и расширили пристройкой «Нового земляного города». На рубеже XVI—XVII веков к востоку от крепости был построен Молченский монастырь, каменные стены которого дополнили систему городских укреплений. Именно здесь в Смутное время обосновался Лжедмитрий I перед своим походом на Москву.
В августе 1612 года Путивль был захвачен и сожжён войсками Речи Посполитой. Освободить город силами местных служилых людей не удалось, и весной 1613 года им на помощь был послан отряд во главе с князем Даниилом Долгоруковым. Не дожидаясь штурма, «литовские люди ис Путивля побежали, и воеводы сшод литовских людей в Путивльском уезде на речке на Клевени побили». В начале 1617 года Путивльский кремль был осаждён войсками князя Юрия Вишневецкого, которым удалось захватить «большой острог» города. 15 января польские жолнёры, гайдуки и запорожские черкасы начали штурм крепости: пошли «на приступ с туры и с шиты, и с десницами, и с нарядом, и с нарядными стрелами для зажиганья». Атаку удалось отбить, при этом погибло свыше тысячи нападавших.
В начале 1620-х годов крепость была реконструирована инженером Анисимом Радишевским, помимо прочего, соединившим «Новый земляной город» с речкой Путивлькой при помощи тайника. В ходе Смоленской войны Путивльский кремль выдержал четырёхнедельную осаду крупным польско-казацким войском.
Посетивший Путивль в 1654 году Павел Алеппский описывал здешнюю крепость так: «Крепость этого города стоит наверху высокой горы: в земле казаков мы ни разу не видали подобной, и немудрено — эти крепости царские; они построены из дерева, неодолимы, с прочными башнями, имеют двойные стены с бастионами и глубокими рвами, коих откосы плотно обложены деревом; входные концы мостов поднимаются на бревнах и цепях. Крепость (Путивля) большая и великолепная, неодолима и крепка в высшей степени, высоко и прочно устроена на высоком основании; вся наполнена домами и жителями. Она расположена на отдельной круглой горе и заключает внутри водоем, в который вода скрытно накачивается колесами из реки. Внутри ее есть другая крепость, еще сильнее и неодолимее, с башнями, стенами, рвами, снабженная множеством пушек больших и малых, кои расположены одни над другими в несколько рядов. В крепости четыре церкви: во имя Славного Воскресения, Успения Владычицы, Божественного Преображения и новая во имя святителя Николая».
После того, как Левобережная Украина вошла в состав России, Путивль утратил функции порубежной крепости и его укрепления постепенно пришли в упадок. Согласно описанию 1678 года, Путивльский кремль был обнесён острожной стеной с 9 башнями (2 проезжими и 7 глухими). На его территории находилась приказная изба, казённые погреба, амбары и житницы. В конце XIX века о существовании кремля напоминали лишь земляные валы, ограждавшие его с северной и западной сторон. Примыкавший к нему «Новый земляной город» («Передний городок») пострадал при взрыве порохового погреба в начале столетия и был срыт.
В 1982 году в урочище Городок (на месте бывшего воеводского двора) был установлен памятник княгине Ярославне, а в 2007 году — памятный крест в честь защитников Путивля.

## Археологические исследования

Остатки древнерусского храма. Раскопки В. А. Богусевича. 1960 год

В ходе высадки деревьев на площадке бывшего кремля в 1883—1884 (по другим данным, в 1885—1886) годах обнаружилось множество человеческих останков (в том числе в парчовых одеяниях и поршнях). В то же время на краю площадки находили остатки деревянных конструкций. Разведочные археологические исследования в Путивле, в том числе и на Городке, проводились М. Г. Халанским (1900), С. А. Гапеевым (1927), Д. В. Шараповым (1936), М. В. Воеводским (1946), Д. Т. Березовцом и И. И. Ляпушкиным (1947). Отмечались находки керамических горшков XIV—XV веков. В 1959—1961 годах раскопки на Городке производил В. А. Богусевич, обнаруживший фундаменты каменного сооружения древнерусского времени, оказавшегося церковью. Первоначально это здание было сочтено дворцом Святослава Ольговича. В 1965 году его остатки изучались Б. А. Рыбаковым, установившим, что церковь возводилась накануне вторжения Батыевых полчищ, и строительство её не было завершено. В ходе работ были выявлены развалины крепостной башни XVI века, нижний ярус которой выполнял роль амбара, а также построек XVII столетия.
В 1979—1981 годах и 2006 году комплексное изучение Путивля проводилось О. В. Сухобоковым. Он установил, что в IX веке на Городке существовало поселение северян (роменская культура), обнесённое двухрядным частоколом. В середине или конце X века оно пустеет, но к XII веку возрождается — уже в городском качестве. В древнерусское время укрепления Путивля представляли собой стены, состоящие из ряда городен. Было прослежено несколько периодов их реконструкции, последний из которых отнесён к концу XII века (археологи расчистили остатки стенных срубов этого времени). На территории Городка обнаружены остатки жилых и хозяйственных построек, среди которых встречена мастерская художника. Ко времени монгольского нашествия относится обнаруженное в 1979 году массовое захоронение мирных жителей и защитников Путивля. Ещё одно скопление человеческих останков было выявлено при прокладке водопроводной линии в 1947—1949 годах. Погребения на территории Городка совершались и в XVII веке.
В целом, культурный слой на Городке, достигающий 3 и более метров в глубину, сильно перемешан и, в основном, содержит отложения XVI и последующих веков. К этому периоду отнесены остатки литейной мастерской и других построек. Посуда XVI—XVIII столетий представлена, помимо горшков, также тарелками, сковородками, кубками и др., зачастую покрыта поливой или росписью. К XVII—XVIII векам относятся и многочисленные находки печных изразцов.

## Галерея

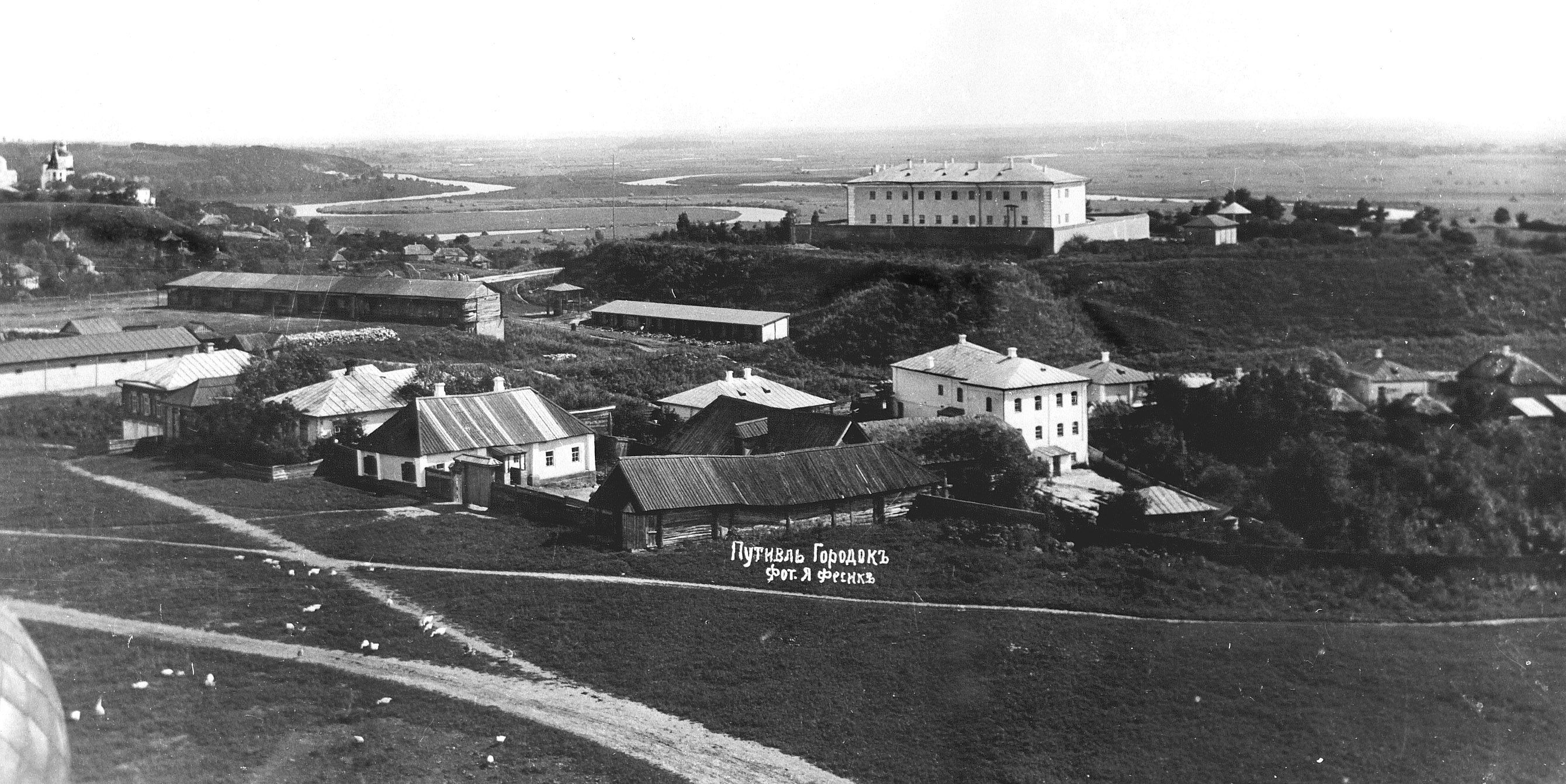
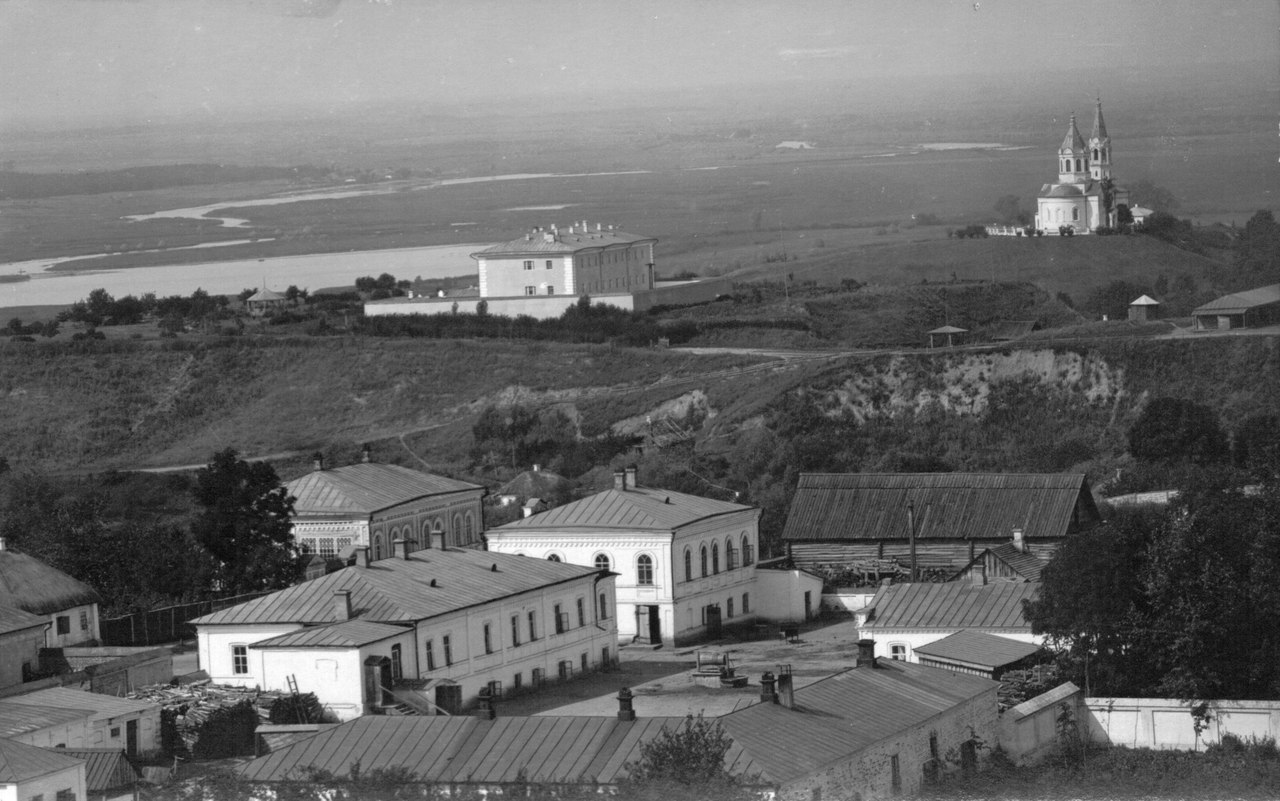
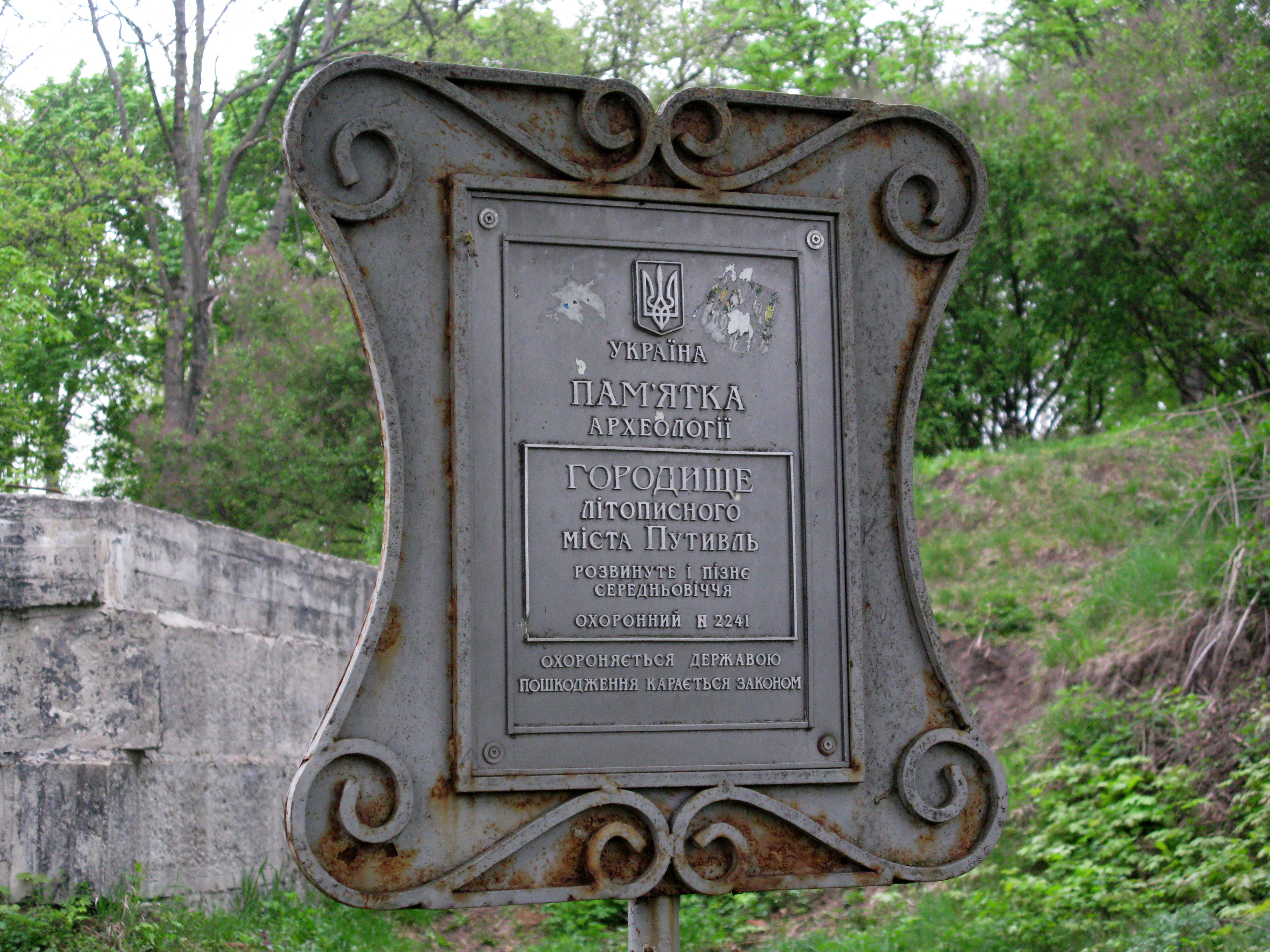
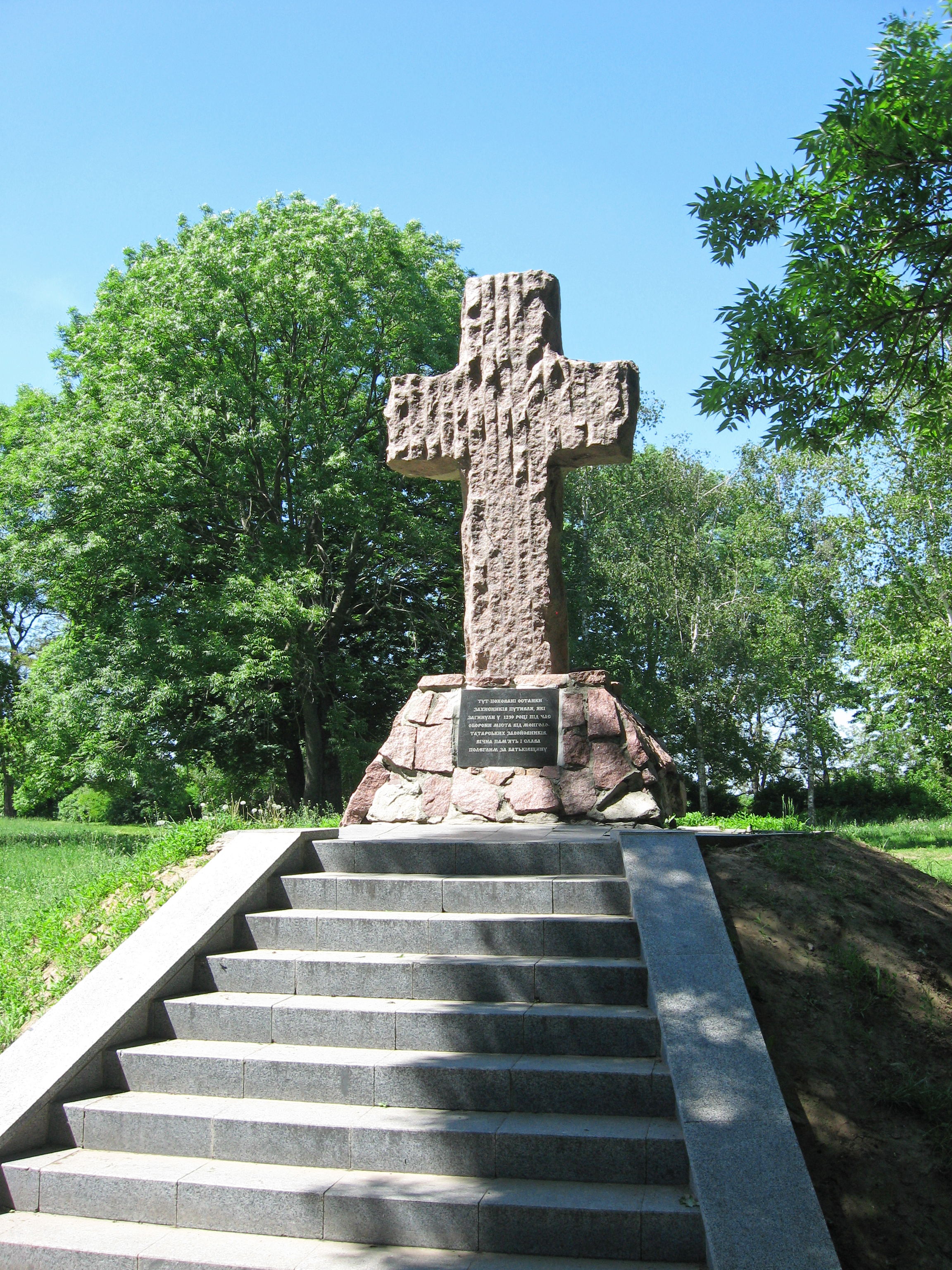
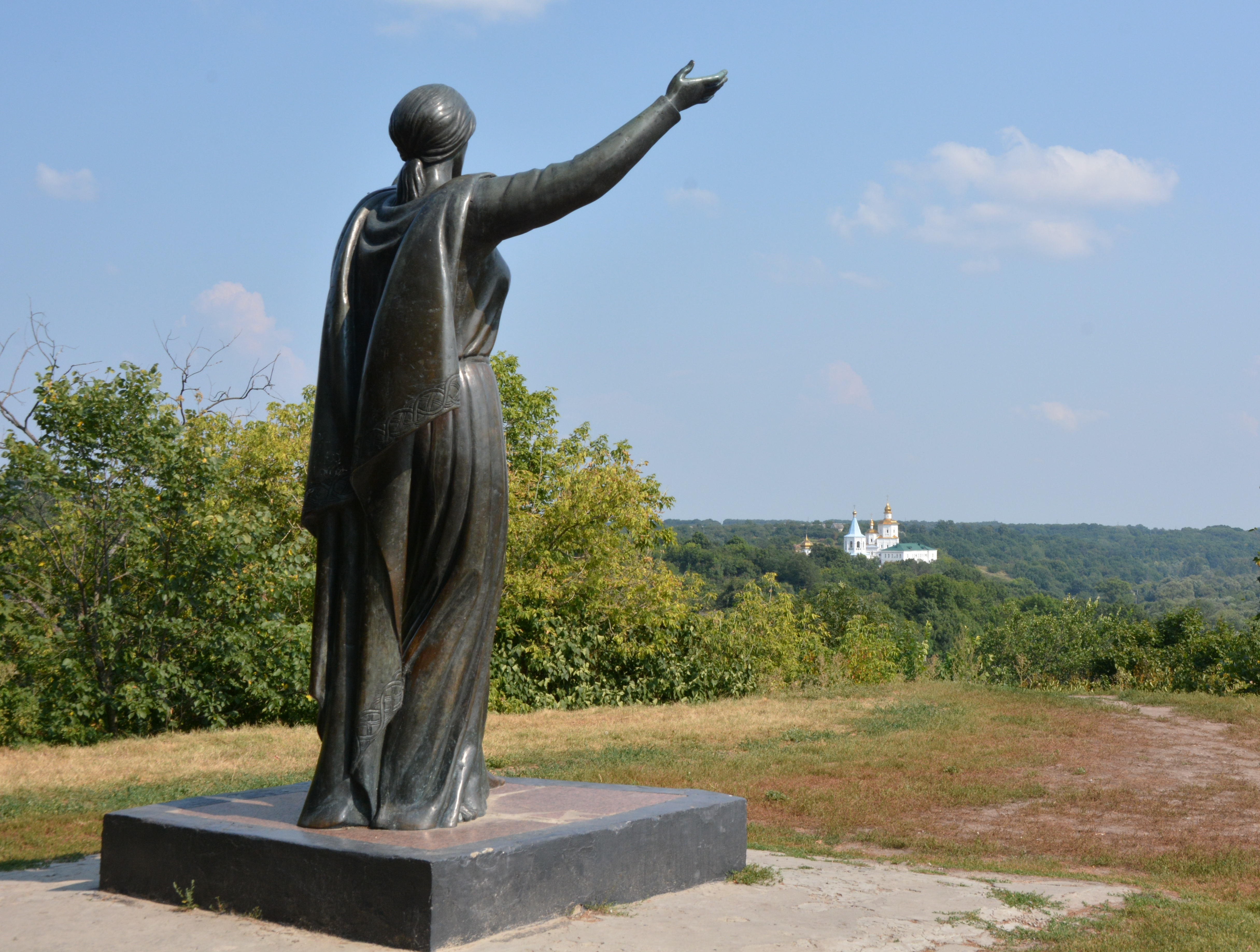
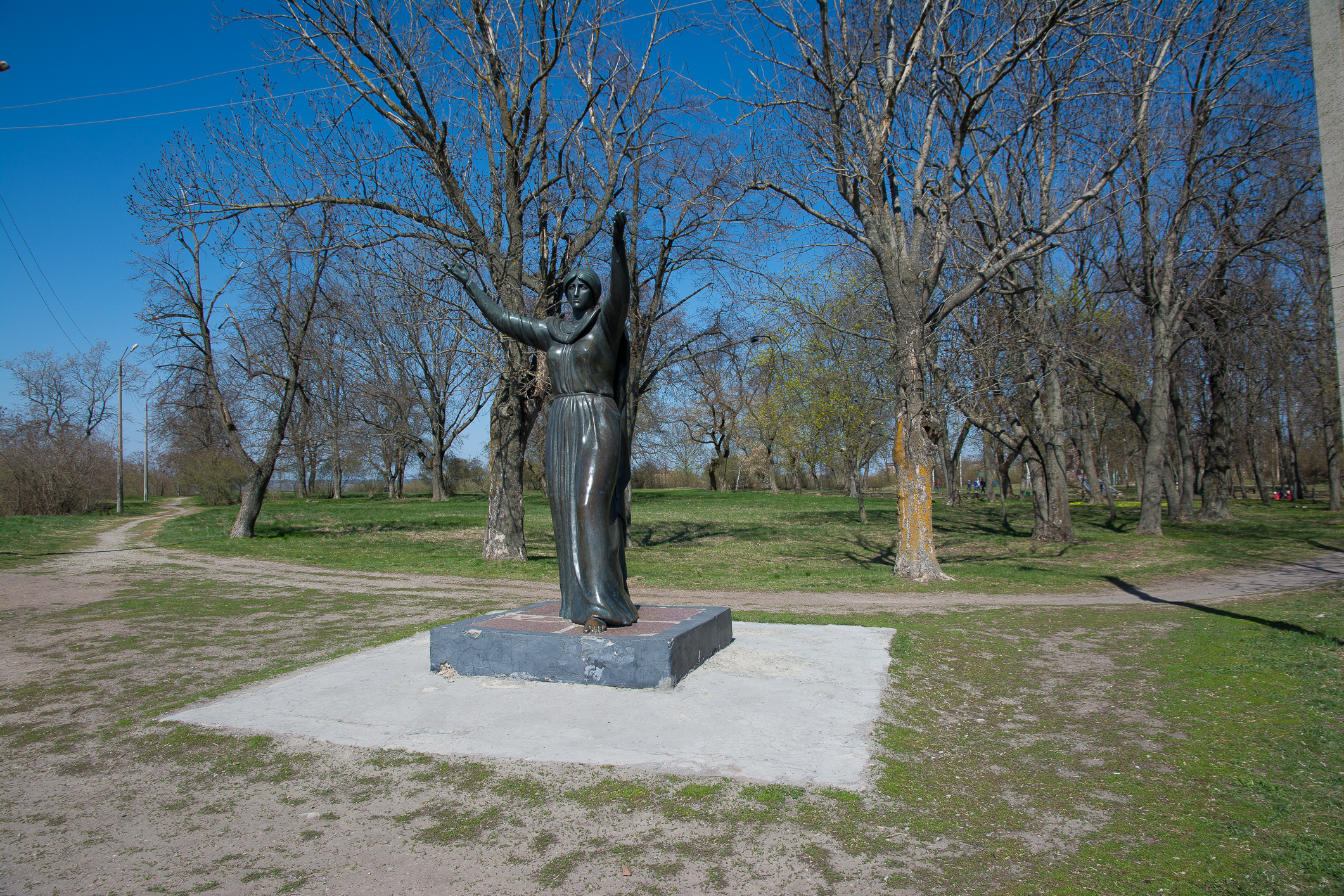